# Don't Let the Sun Go Down on Me
Tan exitosa como había sido la grabación de 1974, lo fue la versión grabada en dueto con George Michael en 1991, de manera tal que "Don't Let The Sun Go Down on Me" tuvo un éxito de los más grandes. Ambos ya habían interpretado la canción en el Live Aid concert en 1985. Fue grabada en vivo en un concierto en estadio Wembley, en Londres el 25 de marzo de 1991, donde Elton John era un invitado sorpresa de George Michael. El dueto se convirtió en un éxito masivo a ambos lados del Atlántico. Fue publicado menos de un año más tarde y alcanzó el N.º 1 en el RU por dos semanas en diciembre de 1991 y fue N.º 1 en el Billboard Hot 100 por una semana en febrero de 1992. La canción es el único N.º 1 de la era moderna en ser grabado en exteriores, fuera de un estudio.

## Sencillo
- May 1974 US/UK 7" vinilo sencillo

1. «Don't Let The Sun Go Down On Me»
2. «Sick City»

- February 1991 UK 7" vinilo sencillo

1. «Don't Let The Sun Go Down On Me»
2. «Song for Guy»

- February 1991 UK audio casete sencillo

1. «Don't Let The Sun Go Down On Me»
2. «Song for Guy»

- February 1991 UK 12" vinilo sencillo

1. «Don't Let The Sun Go Down On Me»
2. «Song for Guy»
3. «Sorry Seems To Be The Hardest Word»

- February 1991 UK disco compacto sencillo

1. «Don't Let The Sun Go Down On Me»
2. «Song for Guy»
3. «Sorry Seems To Be The Hardest Word»

- November 1991 US/UK 7" vinilo sencillo

1. (John & George Michael) «Don't Let The Sun Go Down On Me»
2. (Michael) «I Believe (When I Fall in Love It Will Be Forever)»

- November 1991 US/UK audio casete sencillo

1. (John & George Michael) «Don't Let The Sun Go Down On Me»
2. (Michael) «I Believe (When I Fall in Love It Will Be Forever)»

- November 1991 US/UK 12 vinilo sencillo

1. (John & George Michael) «Don't Let The Sun Go Down On Me»
2. (Michael) «I Believe (When I Fall in Love It Will Be Forever)»
3. (Michael) «Last Christmas»

- November 1991 US/UK disco compacto sencillo

1. (John & George Michael) «Don't Let The Sun Go Down On Me»
2. (Michael) «I Believe (When I Fall in Love It Will Be Forever)»
3. (Michael) «Last Christmas»
4. (Michael) «If You Were My Woman»
5. (Michael) «Fantasy»

- November 1991 US/UK disco compacto sencillo

1. (John & George Michael) «Don't Let The Sun Go Down On Me»
2. (Michael) «I Believe (When I Fall in Love It Will Be Forever)»
3. (Michael) «Freedom» (Back to Reality Mix)
4. (Michael) «If You Were My Woman»

## Posicionamiento
| Listas (1991)  | Posición |
| -------------- | -------- |
| Australia      | 3        |
| Austria        | 2        |
| Estados Unidos | 1        |
| Francia        | 1        |
| Noruega        | 1        |
| Reino Unido    | 1        |
| Suecia         | 2        |
| Suiza          | 1        |